# L'Officier en retraite
L'Officier en retraite (The Case of the Discontented Soldier), ou Agence matrimoniale, est une nouvelle policière d'Agatha Christie mettant en scène le personnage de Parker Pyne.
Initialement publiée en août 1932 dans la revue Cosmopolitan aux États-Unis, cette nouvelle a été reprise en recueil en 1934 dans Parker Pyne Investigates au Royaume-Uni. Elle a été publiée pour la première fois en France dans le recueil Mr Parker Pyne en 1967.

## Commentaires
C'est la première apparition du personnage d'Ariadne Oliver, qui se verra plus développé lors de ses apparitions aux côtés d'Hercule Poirot.

## Publications
Avant la publication dans un recueil, la nouvelle avait fait l'objet de publications dans des revues :
- en août 1932, aux États-Unis, sous le titre « The Soldier Who Wanted Danger », dans la revue Cosmopolitan[1] ;
- le 15 octobre 1932, au Royaume-Uni, sous le titre « Adventure - By Request », dans la revue Woman's Pictorial[1] ;
- en avril 1953, au Royaume-Uni, dans le no 2 (vol. 2) de la revue MacKill's Mystery Magazine[2].

La nouvelle a ensuite fait partie de nombreux recueils :
- en 1934, au Royaume-Uni, dans Parker Pyne Investigates[1] (avec 11 autres nouvelles) ;
- en 1934, aux États-Unis, sous le titre « The Case of the Retired Officer », dans Mr. Parker Pyne, Detective[1] (avec 11 autres nouvelles) ;
- en 1967, en France, dans Mr Parker Pyne (adaptation des recueils de 1934) ;
- en 1982, au Royaume-Uni, dans The Agatha Christie Hour (avec 11 autres nouvelles) ;
- en 1983, en France, sous le titre « Agence matrimoniale », dans Dix brèves rencontres (adaptation du recueil de 1982).

## Adaptation
- 1982 : Agence matrimoniale, téléfilm de la série télévisée britannique The Agatha Christie Hour, avec Maurice Denham, Angela Easterling et Lally Bowers.